# Dangyang
Dangyang (chiń. upr. 当阳市; chiń. trad. 當陽市; pinyin Dāngyáng Shì) – miasto we wschodniej części prefektury miejskiej Yichang w prowincji Hubei w Chińskiej Republice Ludowej. Liczba mieszkańców miasta w 2010 roku wynosiła 468293.